# Standing Pine
Standing Pine – jednostka osadnicza w Stanach Zjednoczonych, w stanie Missisipi, w hrabstwie Leake.